# Valença
|  | Aquest article tracta sobre la ciutat francesa de Valença. Vegeu-ne altres significats a «Valença (desambiguació)». |

Valença (pronunciat Valinça) (en occità Valença, en francès Valence) és una ciutat francesa, capital del departament de la Droma, a la regió d'Alvèrnia-Roine-Alps. L'any 2011 tenia 63.148 habitants.

## Geografia
Està situada sobre una terrassa de la riba esquerra del Roine, prop de la confluència amb l'Isèra.

## Història
Fou fundada pels romans com a Colonia Valentia, i seu de bisbat des del segle iv, fou governada pels seus bisbes del 1150 al 1456. El delfí Lluís hi fundà una universitat el 1452. Entre els monuments cal destacar la catedral, romànica, consagrada el 1095 en honor de Sant Apol·linar, amb baptisteri també del segle xi, i la capella sepulcral renaixentista anomenada Le Pendentif.
També és capital del Valentinès, que forma part de la regió occitana del Delfinat.

## Evolució demogràfica
| 1962                               | 1968   | 1975   | 1982   | 1990   | 1999   | 2006   | 2014   |
| ---------------------------------- | ------ | ------ | ------ | ------ | ------ | ------ | ------ |
| 52.532                             | 62.358 | 68.604 | 66.356 | 63.437 | 64.260 | 65.263 | 62.150 |
| Nombre obtingut a partir del 1962: |        |        |        |        |        |        |        |

## Política i administració
La ciutat està governada per un consell municipal composta per 49 membres elegits cada sis anys. L'alcalde és Nicolas Darragon, d'Els Republicans, des del 2014.
| Període                                   | Identitat            | Partit | Qualitat |
| ----------------------------------------- | -------------------- | ------ | -------- |
| 1971 - 1977                               | Roger Ribadeau-Dumas |        |          |
| 1977 - 1995                               | Rodolphe Pesce       |        |          |
| 1995 - 2004                               | Patrick Labaune      |        |          |
| 2004 - 2008                               | Léna Balsan          |        |          |
| 2008 - 2014                               | Alain Maurice        | PS     |          |
| 2014 -                                    | Nicolas Darragon     | LR     |          |
| Les dades anteriors no són pas conegudes. |                      |        |          |

## Economia
La seva situació en un encreuament de camins n'ha afavorit el creixement i el paper de centre comercial distribuïdor dels productes de la plana, i l'ha convertit en un centre industrial molt actiu: té indústries químiques, del cautxú, d'electrodomèstics i de maquinària de precisió, a més de la tradicional indústria tèxtil. També té un port fluvial.

## Argermanaments
- Asti (Itàlia) el 1966.
- Biberach (Alemanya) el 1967.
- Clacton-Tendring (Anglaterra) el 1969.
- Itchevan (Armènia) el 1996.
- Gedera (Israel) el 1997.
- Batroun (Líban) el 2005